# Halkosaari (ö i Birkaland, Övre Birkaland, lat 62,12, long 24,05)
Halkosaari är en ö i Finland. Den ligger i sjön Iso-Tarjanne och i kommunen Mänttä-Filpula i den ekonomiska regionen  Övre Birkalands ekonomiska region  och landskapet Birkaland, i den södra delen av landet, 220 km norr om huvudstaden Helsingfors. Öns area är 1,2 hektar och dess största längd är 160 meter i sydväst-nordöstlig riktning.